# Pastorale héroïque

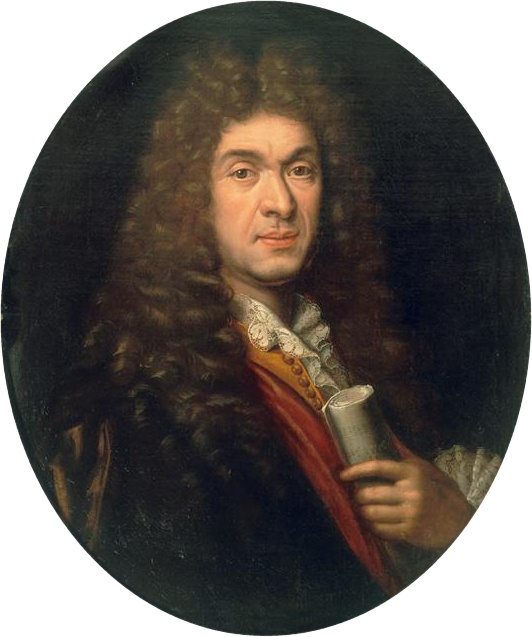
Jean-Baptiste Lully

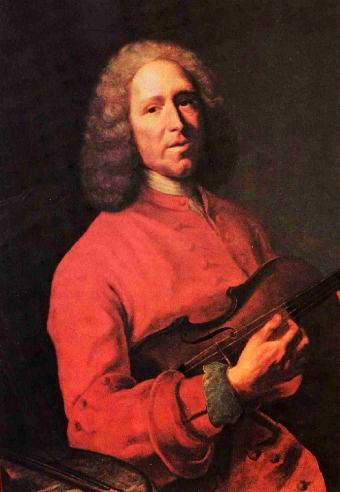
Jean-Philippe Rameau

Pastorale héroïque byl typ ballet héroïque (druh opéra-balletu), spadající do žánru francouzské barokní opery, který uvedl Jean-Baptiste Lully. 

## Charakteristika
Díla měla obvykle tři  nebo čtyři dějství, s pastorálním tématem, v němž se vyskytují komické i tragické prvky a vystupují pastýři a pastýřky spolu s postavami antické mytologie, a většinou i alegorický prolog.

## Historie
První operou pastorale héroïque se stala Acis et Galatée od Lullyho. Další pastorale héroïque pak v návaznosti na něj napsal Rameau.

## Seznampastorales héroïques
Díla označovaná jako pastorale héroïque:

### Jean-Baptiste Lully
- Acis et Galatée, LWV 73 (1686)

### André Cardinal Destouches
- Issé (1697)

### Thomas (Toussaint) Bertin de la Doué
- Le Jugement de Pâris (1718)

### Jean-Philippe Rameau
- Zaïs (1748)
- Naïs (1749)
- Acanthe et Céphise (1751)
- Daphnis et Églé (1753)

### Jean-Joseph de Mondonville
- Titon et l'Aurore (1753)

### Mademoiselle Guerin
- Daphnis et Amalthée (1755)

### Pierre-Montan Berton
- Erosine (1765)
- Théonis, ou le Toucher (1767)

### Jean-Claude Trial
- La Fête de Flore (1771)